# Who Made Who
Who Made Who är ett album av den australiska hårdrockgruppen AC/DC, utgivet den 24 maj 1986 som soundtrack till Stephen King-filmen Maximum Overdrive. På albumet finns låtar från tidigare album och tre nyskrivna låtar, "Who Made Who" samt de instrumentella låtarna "D.T." och "Chase the Ace"

## Låtlista
Samtliga låtar skrivna av Brian Johnson, Malcolm Young och Angus Young, om annat inte anges.
1. "Who Made Who" - 3:26
2. "You Shook Me All Night Long" - 3:30 (från Back in Black)
3. "D.T." (Malcolm Young/Angus Young) - 2:53
4. "Sink the Pink" - 4:13 (från Fly on the Wall)
5. "Ride On" (Bon Scott/Malcolm Young/Angus Young) - 5:51 (från Dirty Deeds Done Dirt Cheap)
6. "Hells Bells" - 5:12 (från Back in Black)
7. "Shake Your Foundations" - 3:53 (från Fly on the Wall)
8. "Chase the Ace" (Malcolm Young/Angus Young) - 3:01
9. "For Those About to Rock We Salute You" - 5:53 (från For Those About to Rock (We Salute You))

## Medverkande
- Brian Johnson - Sång på alla utom "Ride on", "D.T." och "Chase the Ace"
- Bon Scott - Sång på "Ride On"
- Angus Young - Sologitarr
- Malcolm Young - Kompgitarr, bakgrundssång
- Cliff Williams - Elbas och bakgrundssång på alla utom "Ride On"
- Mark Evans - Elbas och bakgrundssång på "Ride On"
- Phil Rudd - Trummor på "Ride On", " You Shook Me All Night Long", "Hells Bells" och "For Those About to Rock We Salute You"
- Simon Wright - Trummor